# البندري الهوساوي
البندري محمد زكريا الهوساوي (من مواليد 9 مايو 1993) هي لاعبة كرة قدم سعودية محترفة تلعب كمهاجمة لنادي الهلال في الدوري السعودي الممتاز والمنتخب السعودي للسيدات.

## مسيرتها الكروية
بدأت البندري لعب كرة القدم في عام 2017، مع فريق السهام الزرقاء للسيدات ومقره الرياض. الذي شاركت معه في الدوري المجتمعي لكرة القدم للسيدات.
بعد انضمامها إلى نادي التحدي، شاركت مع الفريق في بطولة كرة القدم الإقليمية للسيدات، وحصلت على لقب أفضل لاعبة في المنطقة الوسطى. ثم واصلت مع الفريق لتحتل المركز الثاني في النسخة الافتتاحية من البطولة الوطنية لكرة القدم للسيدات، حيث فازت مرة أخرى بجائزة أفضل لاعبة.
وكانت البندري لاعبة في نادي التحدي قبل أن يستحوذ عليه الهلال. أدى تعرضها لإصابة في الرباط الصليبي، لغيابها عن الملاعب لمدة 10 أشهر تقريبًا. في أغسطس 2022، خضعت لعملية جراحية ناجحة بالمنظار، وغابت موسم 2022–23 بأكمله.

## مسيرتها الدولية
تم استدعاء البندري ضمن قائمة المنتخب السعودي لكرة القدم للسيدات لخوض مباراتين وديتين ضد سيشيل وجزر المالديف. ظهرت للمرة الأولى في 20 فبراير، حيث شاركت بشكل أساسي في الفوز 2–0 على سيشيل. في 24 سبتمبر 2023، سجلت البندري أول هدف دولي لها مع المنتخب، وساعد الهدف السعودية في التأهل إلى الدور نصف النهائي من البطولة الودية الدولية للسيدات 2023 في الطائف.
في يونيو 2022، استدعيت البندري ضمن من قائمة المنتخب السعودي لكرة الصالات للمشاركة بطولة اتحاد غرب آسيا لكرة الصالات للسيدات 2022، وكان هذا أول ظهور للمنتخب في البطولة، حيث حلّ وصيفا.

## الإحصائيات

### النادي
اعتبارا من 30 ديسمبر 2023
| النادي  | الموسم  | الدوري                         | الدوري | الدوري  | الكأس  | الكأس   | قاريا  | قاريا   | أخرى   | أخرى    | المجموع | المجموع |
| النادي  | الموسم  | الدرجة                         | الظهور | الأهداف | الظهور | الأهداف | الظهور | الأهداف | الظهور | الأهداف | الظهور  | الأهداف |
| ------- | ------- | ------------------------------ | ------ | ------- | ------ | ------- | ------ | ------- | ------ | ------- | ------- | ------- |
| الهلال  | 2022–23 | الدوري السعودي الممتاز للسيدات | 0      | 0       | -      | -       | —      | —       | —      | —       | 0       | 0       |
| الهلال  | 2023–24 | الدوري السعودي الممتاز للسيدات | 7      | 0       | 2      | 0       | —      | —       | 3      | 0       | 12      | 0       |
| الهلال  | المجموع | المجموع                        | 7      | 0       | 2      | 0       | —      | —       | 3      | 0       | 12      | 3       |
| المجموع | المجموع | المجموع                        | 7      | 0       | 2      | 0       | —      | —       | 3      | 0       | 12      | 0       |

### دوليا
اعتبارا من 8 يناير 2024
| المنتخب الوطني | السنة   | الظهور | الأهداف |
| -------------- | ------- | ------ | ------- |
| السعودية       | 2022    | 2      | 0       |
| السعودية       | 2023    | 8      | 1       |
| السعودية       | 2024    | 1      | 0       |
| المجموع        | المجموع | 11     | 1       |

أهداف السعودية مُدرجة أولا، ويشير عمود الهدف إلى النتيجة بعد كل هدف سجّلته البندري.
| #. | التاريخ        | المكان                                     | الخصم   | الهدف | النتيجة | المسابقة                            |
| -- | -------------- | ------------------------------------------ | ------- | ----- | ------- | ----------------------------------- |
| 1. | 24 سبتمبر 2023 | مدينة الملك فهد الرياضية، الطائف، السعودية | باكستان | 1–0   | 1–0     | البطولة الدولية الودية للسيدات 2023 |

## الإنجازات

### السعودية
- البطولة الدولية الودية للسيدات: الخُبر 2023

- بطولة اتحاد غرب آسيا لكرة الصالات للسيدات: 2022

### الفردية
- دوري المناطق السعودية لكرة القدم النسائية – أفضل لاعبة في المنطقة الوسطى: 2021–2022